# Piotr Werner
Piotr Werner (Gliwice, 1949. június 6. – 2022. október 30.) lengyel nemzetközi labdarúgó-játékvezető.

## Pályafutása

### Nemzeti játékvezetés
1986-ban lett az I. Liga játékvezetője. Az aktív nemzeti játékvezetéstől 1996-ban vonult vissza. Első ligás mérkőzéseinek száma: 106.

### Nemzetközi játékvezetés
A Lengyel labdarúgó-szövetség Játékvezető Bizottsága (JB) terjesztette fel nemzetközi játékvezetőnek, a Nemzetközi Labdarúgó-szövetség (FIFA) 1988-tól tartotta nyilván bírói keretében. Több nemzetek közötti válogatott és klubmérkőzést vezetett, vagy működő társának partbíróként segített. A lengyel nemzetközi játékvezetők rangsorában, a világbajnokság-Európa-bajnokság sorrendjében többedmagával a 9. helyet foglalja el 4 találkozó szolgálatával. Az aktív nemzetközi játékvezetéstől 1995-ben a FIFA 45 éves korhatárát elérve búcsúzott. Válogatott mérkőzéseinek száma: 9.

#### Világbajnokság
A világbajnoki döntőhöz vezető úton Olaszországba a XIV., az 1990-es labdarúgó-világbajnokságra és az Egyesült Államokba a XV., az 1994-es labdarúgó-világbajnokságra a FIFA JB bíróként alkalmazta.

##### 1990-es labdarúgó-világbajnokság

###### Selejtező mérkőzés
| Időpont            | Helyszín                   | Mérkőzés típusa           | Mérkőzés             | Eredmény | Nézők száma |
| ------------------ | -------------------------- | ------------------------- | -------------------- | -------- | ----------- |
| 1989. május 31.    | Olimpiai Stadion, Helsinki | előselejtező (4. csoport) | Finnország–Hollandia | 0 : 1    | 46 217      |
| 1989. november 15. | Práter Stadion, Bécs       | előselejtező (3. csoport) | Ausztria–NDK         | 3 : 0    | 55 000      |

##### 1994-es labdarúgó-világbajnokság

###### Selejtező mérkőzés
| Időpont         | Helyszín               | Mérkőzés típusa           | Mérkőzés                | Eredmény | Nézők száma |
| --------------- | ---------------------- | ------------------------- | ----------------------- | -------- | ----------- |
| 1993. június 2. | Daugavas Stadion, Riga | előselejtező (3. csoport) | Litvánia–Észak-Írország | 1 : 2    | 2 674       |

#### Európa-bajnokság
Az európai-labdarúgó torna döntőjéhez vezető úton Angliába a X., az 1996-os labdarúgó-Európa-bajnokságra az UEFA JB játékvezetőként foglalkoztatta.

##### 1996-os labdarúgó-Európa-bajnokság

###### Selejtező mérkőzés
| Időpont            | Helyszín                  | Mérkőzés típusa           | Mérkőzés               | Eredmény | Nézők száma |
| ------------------ | ------------------------- | ------------------------- | ---------------------- | -------- | ----------- |
| 1994. November 15. | Sportpark Stadion, Eschen | előselejtező (6. csoport) | Litvánia–Liechtenstein | 0 : 1    | 1 300       |

A női európai labdarúgó torna döntőjéhez vezető úton NSZK rendezte az 1989-es női labdarúgó-Európa-bajnokságot, ahol az UEFA JB játékvezetőként foglalkoztatta.

##### 1989-es női labdarúgó-Európa-bajnokság

###### Selejtező mérkőzés
| Időpont           | Helyszín                  | Mérkőzés típusa           | Mérkőzés                   | Eredmény | Nézők száma |
| ----------------- | ------------------------- | ------------------------- | -------------------------- | -------- | ----------- |
| 1988. október 16. | Városi Stadion, Sosnowiec | előselejtező (3. csoport) | Lengyelország–Magyarország | 2 – 2    | 5000        |

## Sportvezetőként
Az aktív pályafutását befejezve a nemzeti JB, valamint a nemzetközi FIFA/UEFA JB keretében instruktor, ellenőr.

## Magyar vonatkozás
A lengyel női játékvezetői keretek felállításáig férfi játékvezetők irányították a női válogatott felkészülési mérkőzéseit.
| Időpont          | Helyszín                             | Mérkőzés típusa             | Mérkőzés                   | Eredmény | Nézők száma |
| ---------------- | ------------------------------------ | --------------------------- | -------------------------- | -------- | ----------- |
| 1993. június 18. | Városi Stadion, Czechowice Dziedzice | felkészülési (61. mérkőzés) | Lengyelország–Magyarország | 2 – 2    | 4000        |